# Křovina
Křovina je vrch s nadmořskou výškou 830 m v georeliéfu Devítiskalské vrchoviny a druhý nejvyšší vrchol v krajinné oblasti Žďárských vrchů, v rámci administrativně správním na katastrálním území Samotín, části městyse Sněžné v okrese Žďár nad Sázavou, náležejícím do Kraje Vysočina v České republice.
Zalesněný vrch (kopec) tvoří hornina dvojslídný migmatit až ortorula typu metamorfitu v kutnohorsko-svratecké geologické oblasti, v soustavě Českého masivu (krystalinikum a prevariské paleozoikum).
Lokalita v povodí řeky Svratky, součást Chráněné krajinné oblasti Žďárské vrchy a se shodným názvem a územním vymezením také chráněné oblasti přirozené akumulace vod v severozápadní části Hornosvratecké vrchoviny.
Vrcholem prochází rozvodnice dílčího povodí Svratky, Fryšávky a potoka Břímovka, kopec ohraničen na severu úžlabím s prameništěm Studeného potoka, na jihovýchodě sníženinou s prameništěm Černého potoka (oblast sídelní lokality Samotín), na západě širokým úžlabím s prameništěm potoka Břímovka.
Česká státní trigonometrická síť uvádí zaměřený trigonometrický bod s názvem Křovina a geodetickým označníkem s nivelací 829,68 m n. m. (č. 37 triangulačního listu 3316), žulový terénní patník se nachází v zalesněném prostoru, zhruba 160 m jižně od lesní cesty spojující vrcholy sedel mezi Lisovskou skálou a hřbetu s lokalitou Suchý kopec.

## Geografie
Vrchol v lesním prostoru východně od Samotínského hájenství a jihovýchodně od přírodní památky Lisovská skála. Výškový (trigonometrický) bod s názvem Křovina (829,68 m n. m.) leží přibližně 2 km jihovýchodně od Devíti skal, 3 km jižně od Křižánek a ve vzdálenosti asi 5 km na západo-severozápad (282°) od věže kostela sv. Kříže v městysi Sněžné.
Pouze mělkými sedly je tento vrchol oddělen v krajinné oblasti Žďárských vrchů od dalších významných vrcholů, Malinské skály, Lisovské skály a hřbetu Devítiskalské vrchoviny s lokalitou Suchého kopce. Vrchol kopce je zalesněný.

### Zeměpisný název
Zeměpisný název (toponymum) Křovina je Českým úřadem zeměměřickým a katastrálním standardizované jméno (oronymum) kopce a jeho vrcholu s výškovým (trigonometrickým) bodem na nejvyšším místě terénu zalesněného pozemku.

## Přírodní poměry
Masivní zalesněný vrch v georeliéfu východní části geomorfologického okrsku Devítiskalská vrchovina je součástí Žďárských vrchů, geomorfologického podcelku Hornosvratecké vrchoviny (geomorfologický celek). Na severovýchodě oddělen sedlem (vrchol 802 m) mezi hřbetem Devítiskalské vrchoviny s lesní lokalitou Suchý kopec (817 m), na jiho-jihovýchodě sedlem (vrchol 742 m) od vyvýšeniny Na kopečku (750 m) a zhruba na jihozápadě sedlem (vrchol 762 m) od vrchu Břímovka (790 m).
Vrcholem prochází rozvodnice povodí 4. řádu, svahy od severozápadu až po jihovýchod v dílčím povodí Svratky, jihovýchodní až jihozápadní v povodí potoka Břímovka, jihozápadní až severozápadní v povodí řeky Fryšávky. Ve směru úžlabí s prameništěm Studeného i Černého potoka strmé svahy.
Úžlabí s prameništěm zdrojnic Studeného potoka uzavírá Křovina (830 m) od jihu, na jihozápadě Lisovská skála (802 m) a severozápadě Devět skal (836 m), nejvyšší vrchol Devítiskalské vrchoviny a současně Žďárských vrchů a Hornosvratecké vrchoviny.
Sníženinu s prameništěm Černého potoka (oblast Samotína) uzavírá Křovina od severozápadu, na severu hřbet s lokalitou Suchého kopce (až 816 m) a Malinské skály (811 m), od severovýchodu Drátenická skála (776 m), na jihovýchodě vrch Teplá (782 m) a od jihozápadu svahy vyvýšeniny Na kopečku (750 m). Studený i Černý potok jsou pravostrannými přítoky řeky Svratky v přírodní rezervaci Meandry Svratky u Milov (oblast Milovské kotliny).
Pod vrcholem sedla společného s vrchem Břímovka (790 m) pramení v lokalitě Kadovský les na severozápadě potok Břímovka, pravostranný přítok řeky Svratky v oblasti Herálce a na jihovýchod od sedla méně vydatná vodoteč s názvem Rybníček, levostranný přítok Fryšávky v Kadově.

## Výstup na vrchol
Vrchol georeliéfu s trigonometrickým bodem mimo značenou cestu v lesním porostu, bez rozhledu. Dostupný z turistické trasy vedené vrcholovou částí, z lesní cesty spojující vrchol sedla pod Lisovskou skálou a sedlo pod vrcholovou částí hřbetu s lesní lokalitou Suchého kopce.

## Turistika
Vrch uvedený v turistické mapě Žďárské vrchy (mapový list 48) vydané Klubem českých turistů, do vrcholové části vedená červeně značená turistická trasa, úsek mezi rozcestníky Pod Lisovskou skálou – Malinská skála. Vrchol terénu s výškovým bodem a navršenou malou kamennou mohylou v nejbližším místě zhruba 160 m na jih (180°) od turistické trasy na lesní cestě spojující sedla pod vrcholem.
Výstup do vrcholové části též neznačenou lesní cestou, ze sedla pod vrcholem z lokality Blatka (též Blatky na turistické mapě) lesní komunikace s cyklistickou trasou 4022 ve směru Milovy (Milovský rybník), z ní východním svahem Křoviny neznačená lesní cesta spojující vrcholovou část s turistickou trasou v úseku mezi přírodními památkami Lisovská skála a Malinská skála.